# Rakousy
Rakousy (en allemand : Rakous) est une commune du district de Semily, dans la région de Liberec, en République tchèque. Sa population s'élevait à 99 habitants en 2021.

## Géographie
Rakousy est arrosée par la Jizera et se trouve à 11 km à l'ouest-nord-ouest de Semily, à 19 km au sud-est de Liberec et à 81 km au nord-est de Prague.
La commune correspond presque exactement au lobe d'un méandre de la Jizera. Elle est limitée par Malá Skála au nord-ouest, par Koberovy au nord-est et à l'est, par Mírová pod Kozákovem au sud, et par Turnov au sud et à l'ouest.

## Histoire
La première mention écrite de la localité date de 1543.

## Galerie

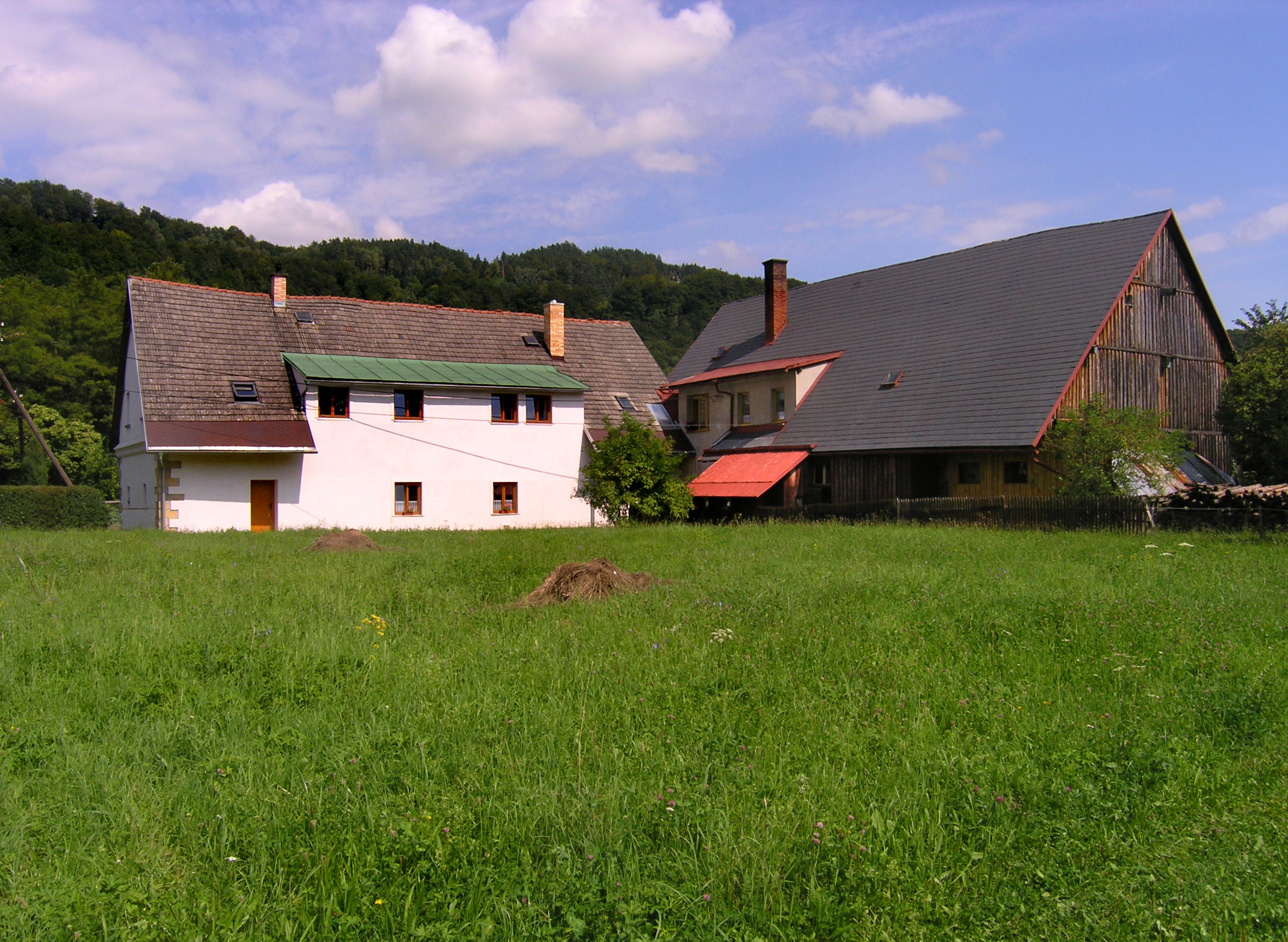
Maison rurale.
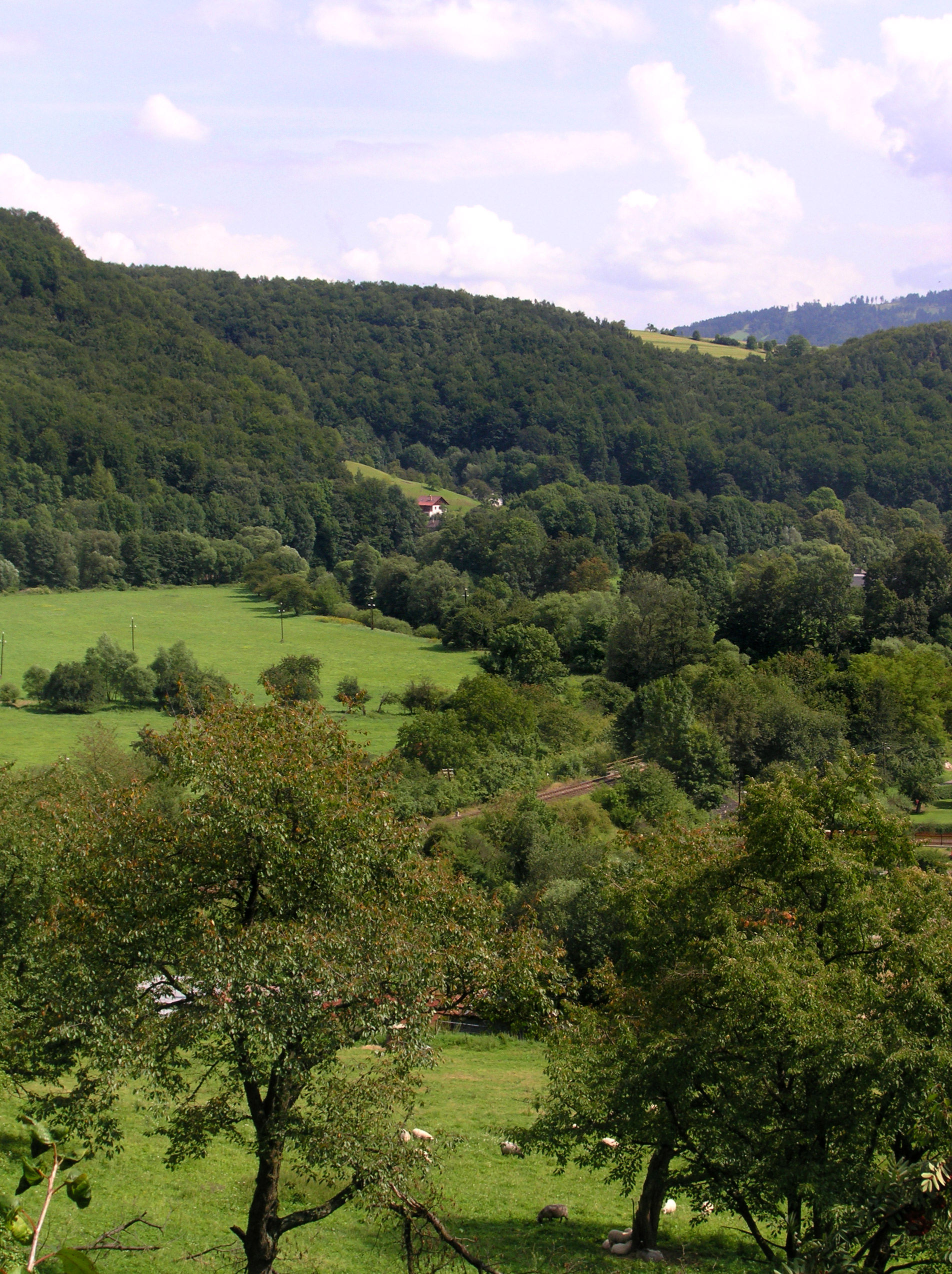
Campagne.
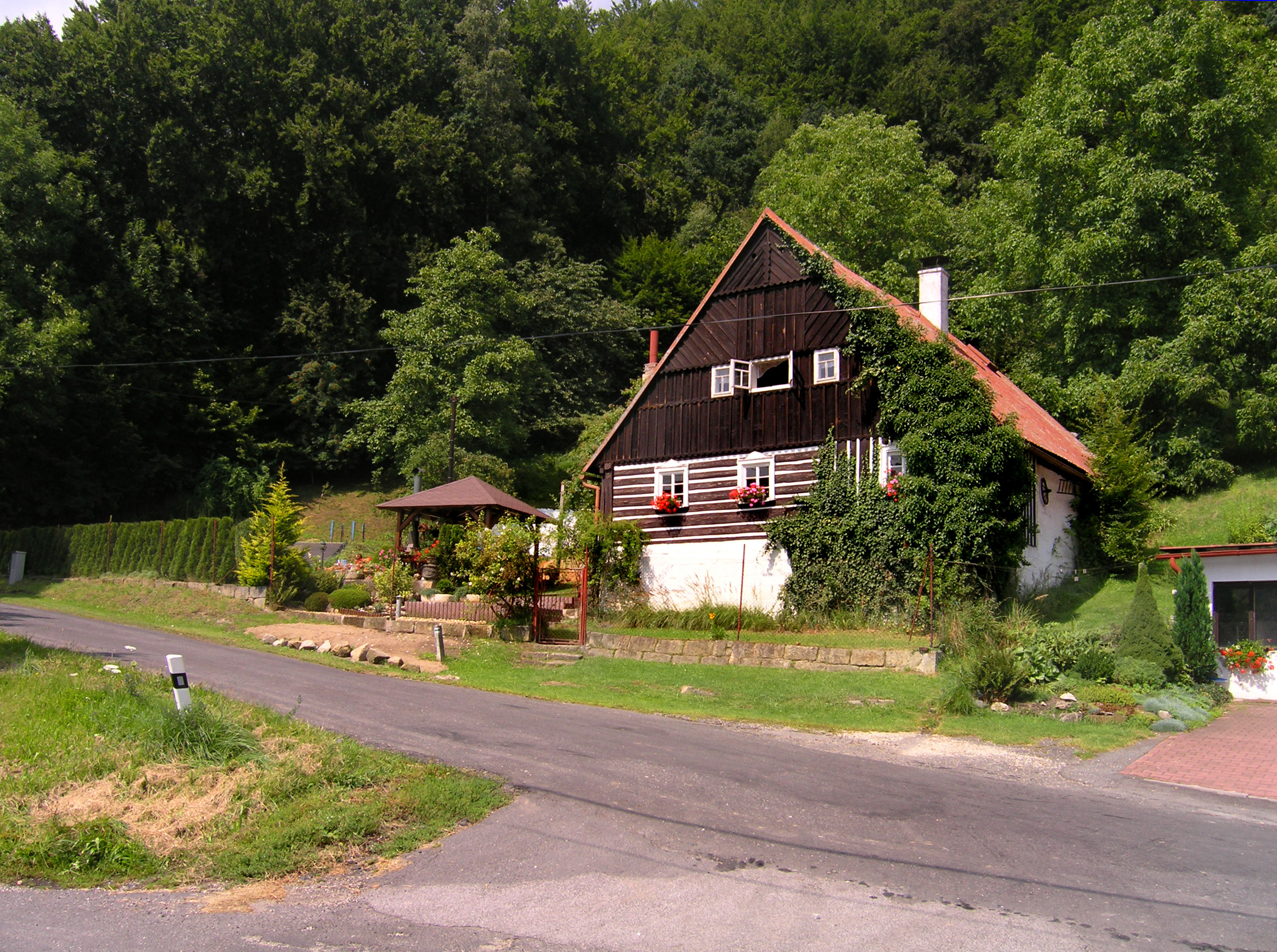
Rue principale.

## Transports
Par la route, Rakousy se trouve à 7 km de Turnov, à 20 km de Semily, à 28 km de Liberec et à 98 km de Prague.